# Брассак (Тарн)
Брасса́к (фр. Brassac, окс. Braçac) — коммуна во Франции, находится в регионе Юг — Пиренеи. Департамент — Тарн. Входит в состав кантона От-Тер-д’Ок. Округ коммуны — Кастр.
Код INSEE коммуны — 81037.

## География
Коммуна расположена приблизительно в 590 км к югу от Парижа, в 85 км восточнее Тулузы, в 45 км к юго-востоку от Альби.
По территории коммуны протекает река Агу. Более половины территории коммуны занимают леса.

## Климат
Климат умеренно-океанический. Зима мягкая и дождливая, лето жаркое с частыми грозами. Ветры довольно редки.

## Население
Население коммуны на 2010 год составляло 1396 человек.
| 1962 | 1968 | 1975 | 1982 | 1990 | 1999 | 2010 |
| ---- | ---- | ---- | ---- | ---- | ---- | ---- |
| 1578 | 1611 | 1629 | 1671 | 1539 | 1432 | 1396 |

## Администрация
| Период | Период | Фамилия       | Партия        | Примечания                                |
| ------ | ------ | ------------- | ------------- | ----------------------------------------- |
| 1960   | 2001   | Макс Каминад  | Разные правые | страховой агент, член генерального совета |
| 2001   | 2014   | Дамьен Кро    |               | учитель, вице-президент сообщества коммун |
| 2014   | 2020   | Жан-Клод Гиро |               |                                           |

## Экономика
В 2007 году среди 852 человек в трудоспособном возрасте (15—64 лет) 619 были экономически активными, 233 — неактивными (показатель активности — 72,7 %, в 1999 году было 71,0 %). Из 619 активных работали 545 человек (285 мужчин и 260 женщин), безработных было 74 (36 мужчин и 38 женщин). Среди 233 неактивных 70 человек были учениками или студентами, 101 — пенсионерами, 62 были неактивными по другим причинам.

## Достопримечательности
- Старый мост через реку Агу (XII—XIII века). Исторический памятник с 1990 года.[4]

## Фотогалерея

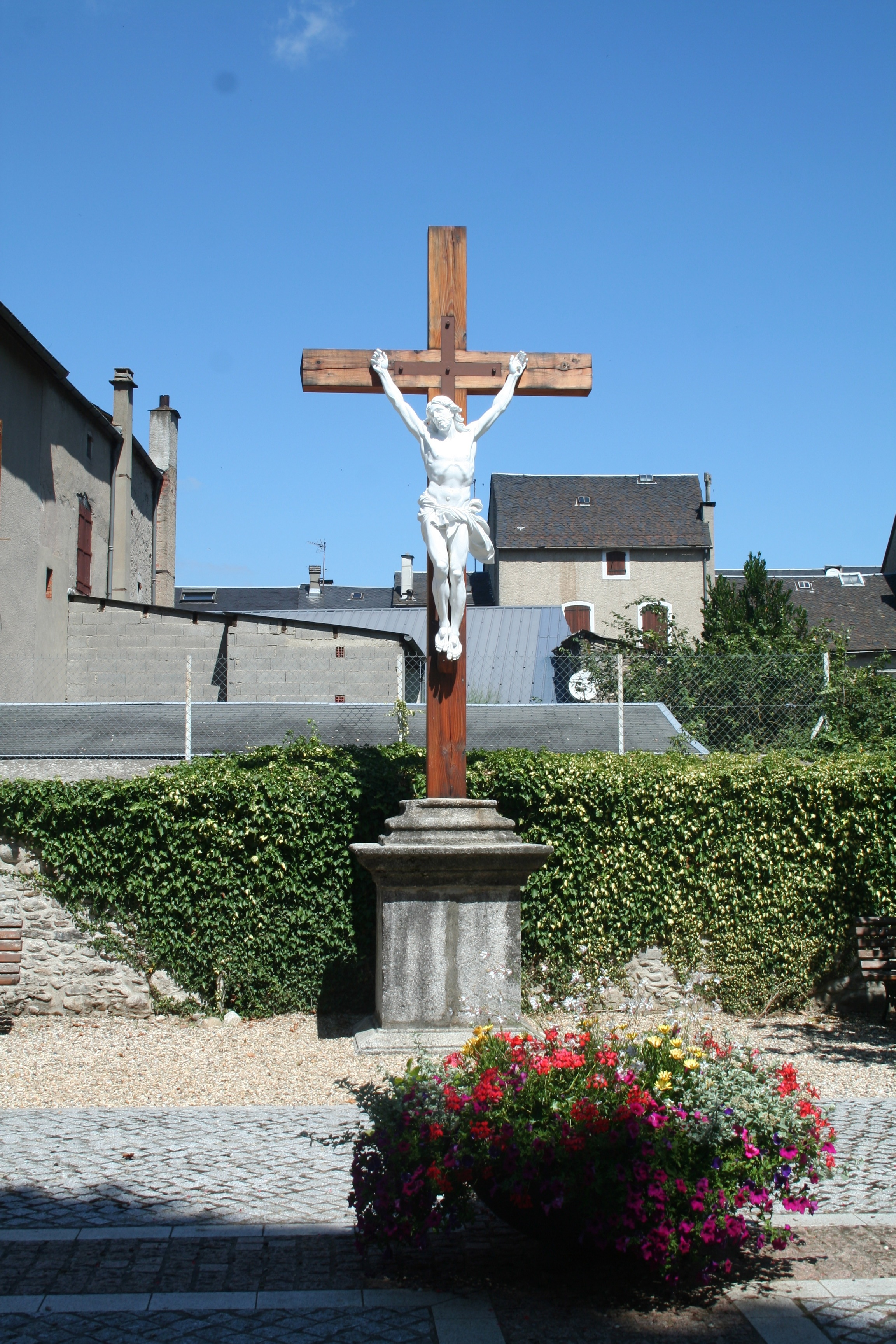
Крест
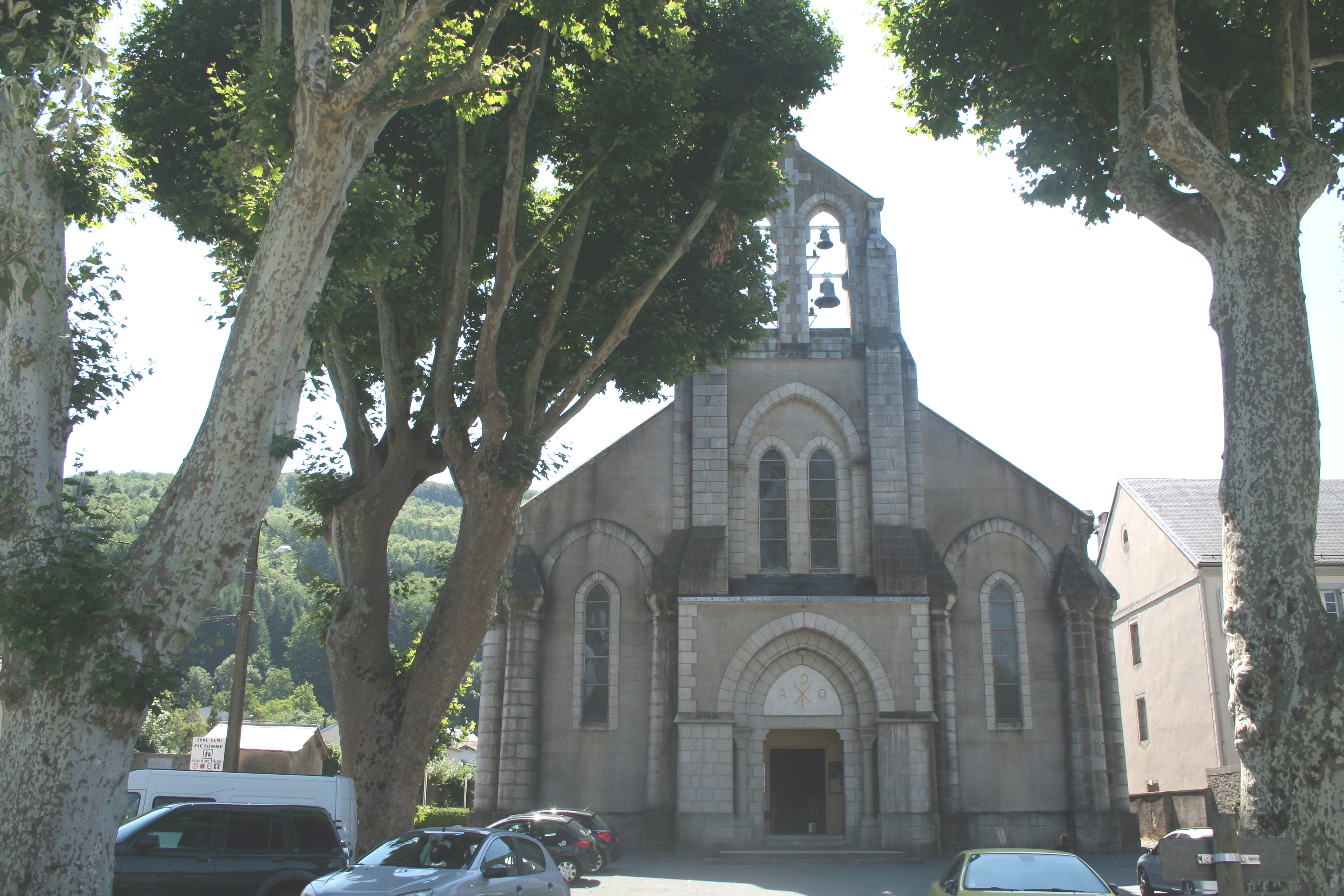
Церковь
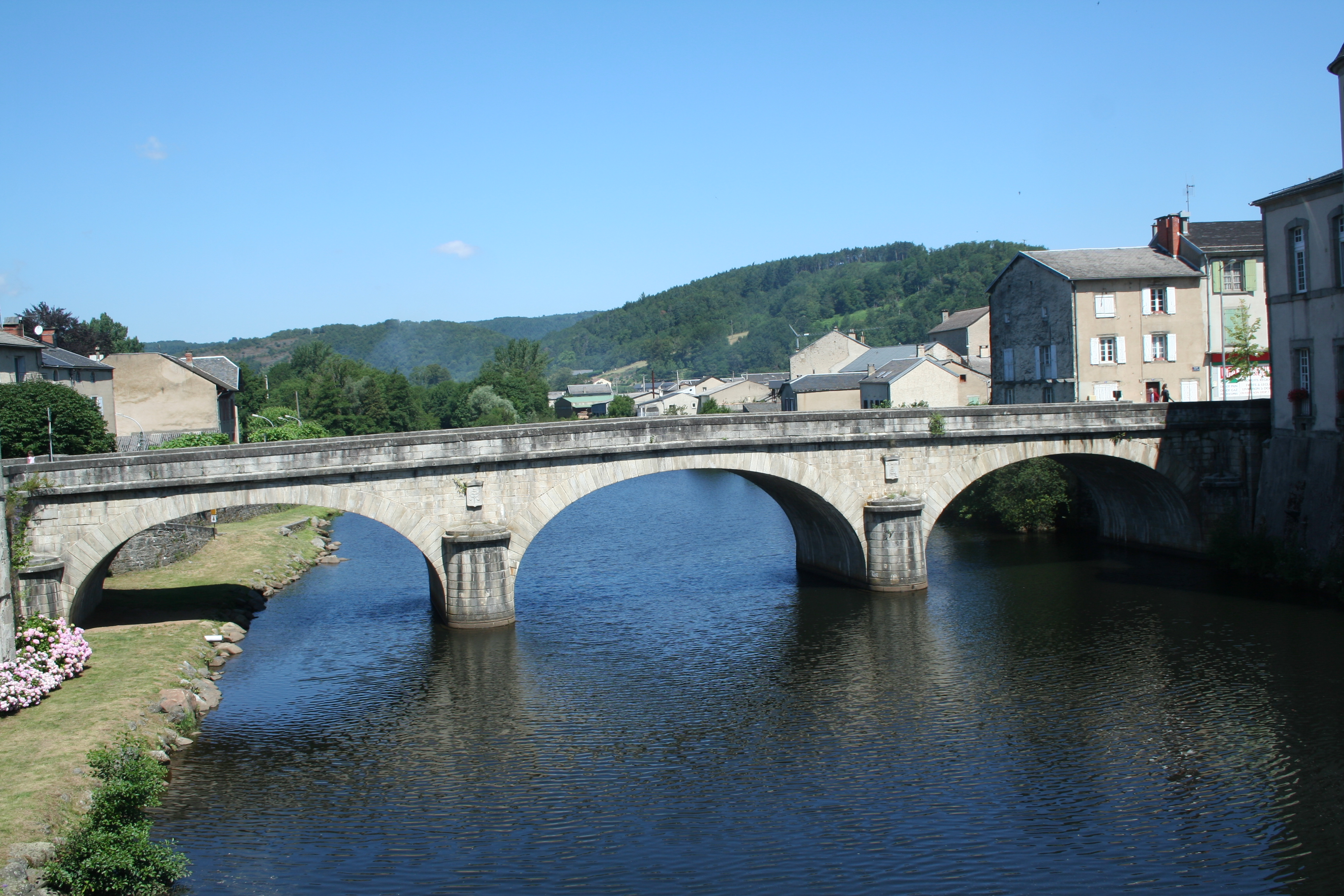
Новый мост через реку Агу
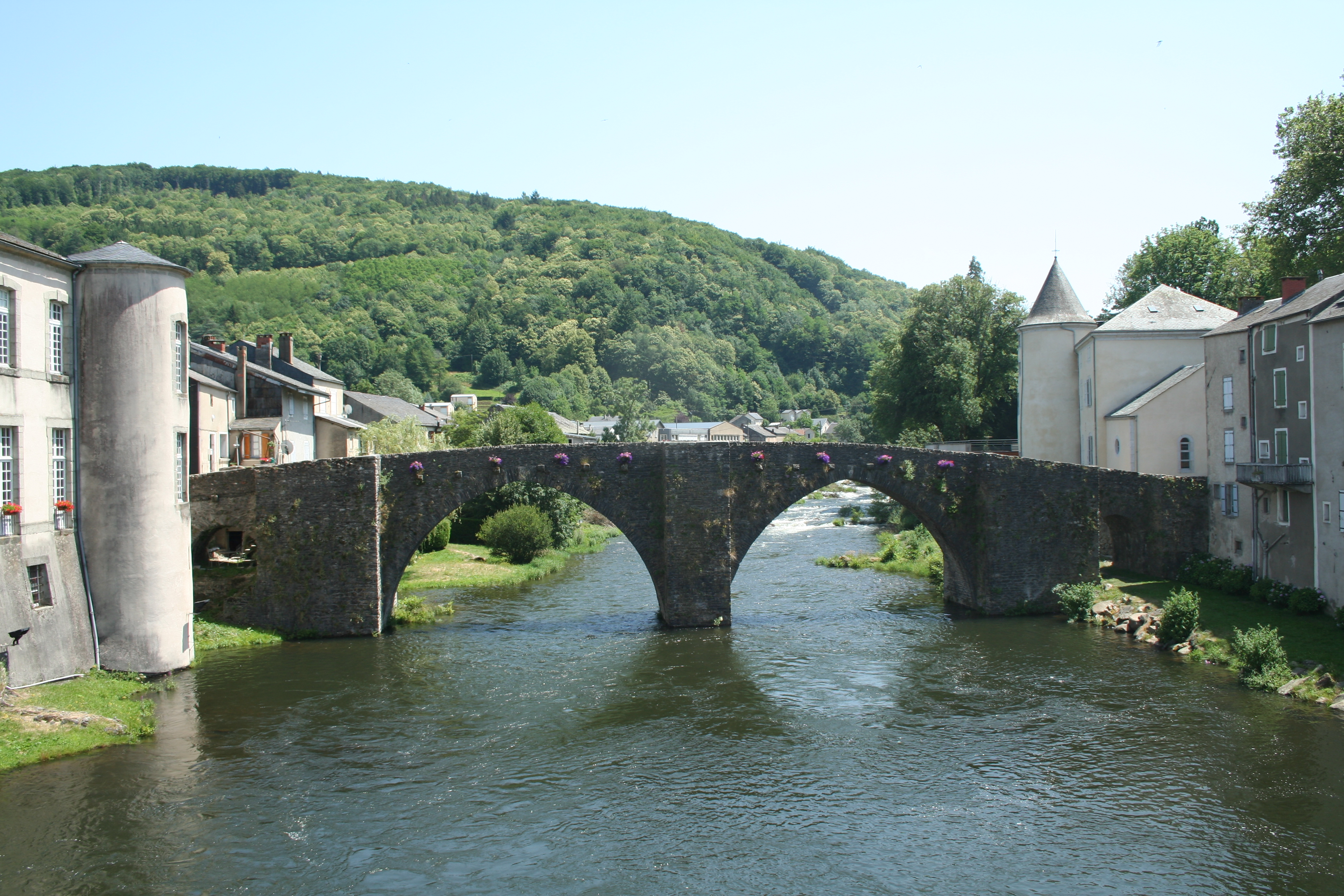
Старый мост через реку Агу
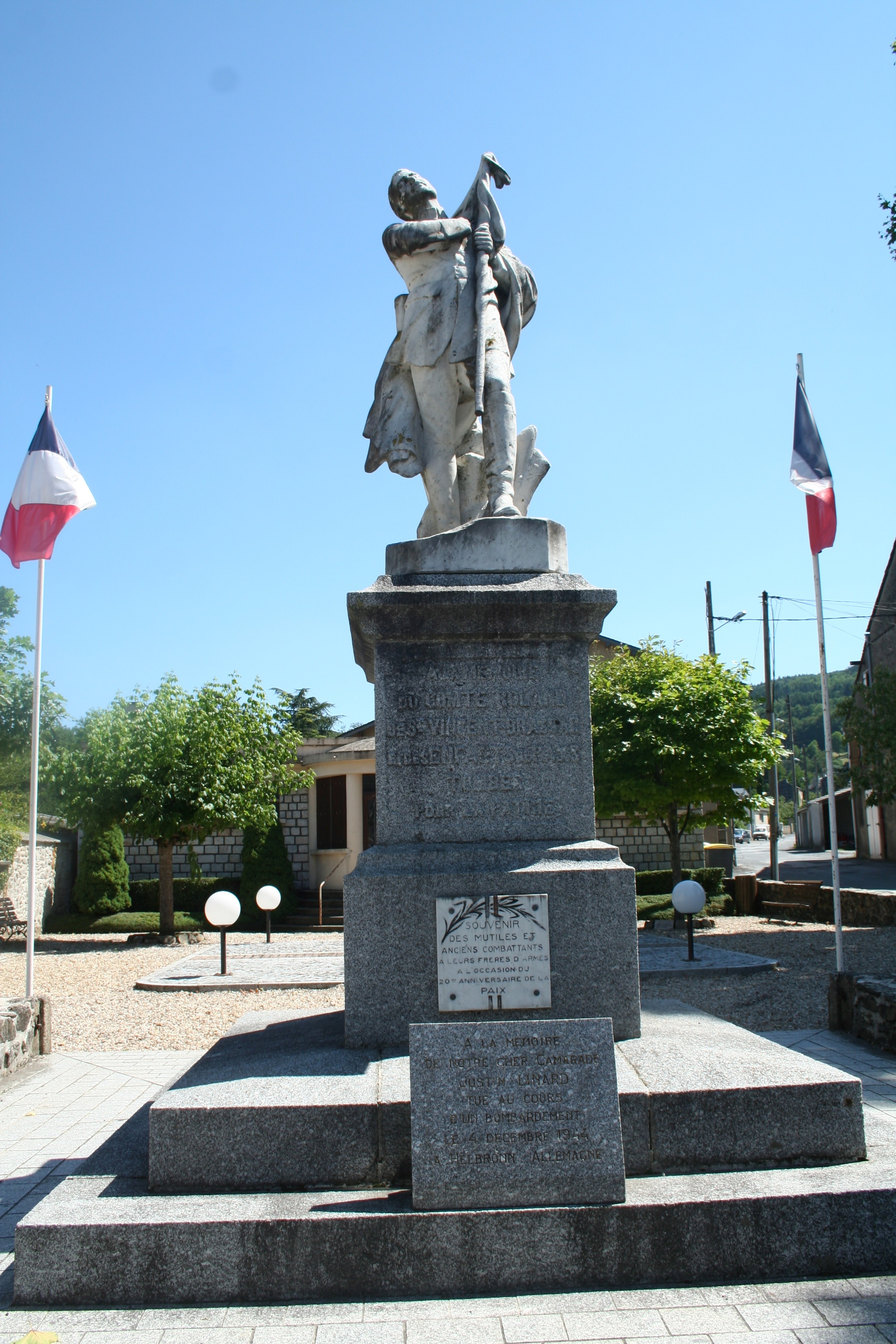
Военный мемориал